# Nati nel 1966/Settembre
| Questa pagina contiene informazioni ricavate automaticamente dalle voci biografiche con l'ausilio del template Bio e di un bot. L'aggiornamento è periodico e automatico e ricostruisce completamente la pagina. Se manca una persona in questa lista, sei pregato di non aggiungerla, ma accertati piuttosto che la sua voce biografica contenga il template Bio e che i dati anagrafici siano correttamente compilati. Se il template Bio manca, inseriscilo tu stesso o, in alternativa, metti l'avviso {{tmp\|Bio}} che ne segnala la mancanza. Se i dati riportati sono sbagliati, correggi direttamente la voce biografica; le modifiche saranno visibili in questa lista entro pochi giorni. Per chiarimenti vedi il progetto biografie. La lista contiene solo le 295 persone che sono citate nell'enciclopedia e per le quali è stato implementato correttamente il template Bio. Pagina aggiornata al 2 ago 2025. |

- 1º settembre - Katja Bienert, attrice tedesca
- 1º settembre - César Dall'Orso, ex calciatore peruviano
- 1º settembre - Bruno Génésio, allenatore di calcio e ex calciatore francese
- 1º settembre - Tim Hardaway, ex cestista e allenatore di pallacanestro statunitense
- 1º settembre - Malin Hartelius, soprano svedese
- 1º settembre - Fōtios Klopas, allenatore di calcio, ex calciatore e ex giocatore di calcio a 5 greco
- 1º settembre - Ken Levine, autore di videogiochi e scrittore statunitense
- 1º settembre - Anatolij Moskvin, criminale, filologo e linguista russo
- 1º settembre - James Nguyen, regista, sceneggiatore e produttore cinematografico vietnamita
- 1º settembre - Errol Pickford, danzatore australiano († 2018)
- 2 settembre - Nicola Armaroli, chimico italiano
- 2 settembre - Dino Cazares, chitarrista statunitense
- 2 settembre - Philippe Courard, politico belga
- 2 settembre - Marcello Cuttitta, ex rugbista a 15 e allenatore di rugby a 15 italiano
- 2 settembre - Massimo Cuttitta, rugbista a 15 e allenatore di rugby a 15 italiano († 2021)
- 2 settembre - Maria Alessandra Gallone, politica italiana
- 2 settembre - Salma Hayek, attrice messicana
- 2 settembre - Rafael Jofresa, ex cestista spagnolo
- 2 settembre - Melanie Joy, psicologa e scrittrice statunitense
- 2 settembre - Olivier Panis, ex pilota automobilistico francese
- 2 settembre - Jens Steinigen, ex biatleta tedesco
- 2 settembre - Tuc Watkins, attore statunitense
- 3 settembre - Bennie Blades, ex giocatore di football americano statunitense
- 3 settembre - Andrea Ferraris, fumettista italiano
- 3 settembre - Angelo Hugues, ex calciatore francese
- 3 settembre - Alice Onono, ex cestista keniota
- 3 settembre - Yaxeni Oriquen, ex culturista venezuelana
- 3 settembre - Maurizio Vincioni, allenatore di calcio e ex calciatore italiano
- 3 settembre - Robert Wangila, pugile keniota († 1994)
- 3 settembre - Ayumu Watanabe, regista e animatore giapponese
- 3 settembre - Kennard Winchester, ex cestista statunitense
- 4 settembre - Ian Barford, attore statunitense
- 4 settembre - Antonella Campagna, politica italiana
- 4 settembre - Chu Tsai-feng, ex cestista taiwanese
- 4 settembre - Janka Djagileva, cantautrice e poetessa sovietica († 1991)
- 4 settembre - Giuseppe Ducrot, scultore italiano
- 4 settembre - Marek Krajewski, scrittore e filologo classico polacco
- 4 settembre - Bireli Lagrene, chitarrista francese
- 4 settembre - Jearl Miles-Clark, ex velocista e mezzofondista statunitense
- 4 settembre - Gary Neiwand, ex pistard australiano
- 4 settembre - Massimiliano Palmese, scrittore, poeta e drammaturgo italiano
- 4 settembre - Jeff Tremaine, regista, produttore televisivo e produttore cinematografico statunitense
- 5 settembre - John Bentley, rugbista a 13 e rugbista a 15 britannico
- 5 settembre - Simmone Jacobs, ex velocista britannica
- 5 settembre - Phillip P. Keene, attore statunitense
- 5 settembre - Henadz' Lesun, ex calciatore sovietico
- 5 settembre - Achero Mañas, regista, sceneggiatore e attore spagnolo
- 5 settembre - Hakim Medane, ex calciatore algerino
- 5 settembre - Milinko Pantić, allenatore di calcio e ex calciatore jugoslavo
- 5 settembre - Ferdinando Patat, astrofisico italiano
- 5 settembre - Mariusz Szczygieł, scrittore e giornalista polacco
- 5 settembre - Bruno Zarrillo, ex hockeista su ghiaccio, dirigente sportivo e allenatore di hockey su ghiaccio canadese
- 5 settembre - Ronald Zoodsma, allenatore di pallavolo e ex pallavolista olandese
- 6 settembre - Andrea Accornero, collezionista d'arte italiano
- 6 settembre - Emil Boc, politico e avvocato rumeno
- 6 settembre - Silvano Bustos, ex cestista spagnolo
- 6 settembre - Daniele Carnasciali, dirigente sportivo e ex calciatore italiano
- 6 settembre - Joachim Coens, politico belga
- 6 settembre - Nicola Danti, politico italiano
- 6 settembre - Kendrick Meek, politico statunitense
- 6 settembre - Michalīs Oikonomou, ex calciatore cipriota
- 6 settembre - Gianni Salvioni, produttore discografico italiano
- 6 settembre - Edsard Schlingemann, nuotatore olandese († 1990)
- 6 settembre - Serena Stanzani, ex cestista italiana
- 6 settembre - James Whitham, pilota motociclistico britannico
- 7 settembre - Vladimir Andreev, marciatore russo († 2024)
- 7 settembre - Davide Camarrone, scrittore e giornalista italiano
- 7 settembre - Nibbs Carter, bassista britannico
- 7 settembre - Mihriban Er, attrice e doppiatrice turca
- 7 settembre - Lutz Heilmann, politico e militare tedesco
- 7 settembre - Toby Jones, attore britannico
- 7 settembre - Malik Zulu Shabazz, avvocato statunitense
- 7 settembre - Gunda Niemann-Stirnemann, ex pattinatrice di velocità su ghiaccio tedesca
- 7 settembre - Germano Tarricone, sceneggiatore e scrittore italiano
- 7 settembre - Giuseppe Vinci, ex pallamanista e allenatore di pallamano italiano
- 8 settembre - Raymond Atteveld, allenatore di calcio, dirigente sportivo e ex calciatore olandese
- 8 settembre - Paolo Botarelli, ex ciclista su strada italiano
- 8 settembre - Marco De Marchi, procuratore sportivo e ex calciatore italiano
- 8 settembre - Peter Furler, cantante australiano
- 8 settembre - Carola Häggkvist, cantante svedese
- 8 settembre - Michail Kolesnikov, ex calciatore sovietico
- 8 settembre - David Lim, ex nuotatore singaporiano
- 8 settembre - Jean-Marie Massaud, designer e architetto francese
- 8 settembre - John Mykkanen, ex nuotatore statunitense
- 8 settembre - Daniele Pontoni, ex ciclocrossista, mountain biker e ciclista su strada italiano
- 8 settembre - Rochelle Stevens, ex velocista statunitense
- 8 settembre - Jürg Studer, ex calciatore svizzero
- 9 settembre - David Bennent, attore svizzero
- 9 settembre - Lance Blanks, cestista e dirigente sportivo statunitense († 2023)
- 9 settembre - Élodie Chérie, ex attrice pornografica francese
- 9 settembre - Dicte, cantante danese
- 9 settembre - John Duarte, politico statunitense
- 9 settembre - Jillian Ellis, dirigente sportiva e allenatrice di calcio inglese
- 9 settembre - Tommy Guerrero, musicista e skater statunitense
- 9 settembre - Georg Hackl, ex slittinista tedesco
- 9 settembre - Michel Muller, attore, regista e sceneggiatore francese
- 9 settembre - José Ferreira Neto, ex calciatore brasiliano
- 9 settembre - Luca Salvetti, giornalista e politico italiano
- 9 settembre - Adam Sandler, attore, comico e produttore cinematografico statunitense
- 9 settembre - Brian Smith, rugbista a 13, rugbista a 15 e allenatore di rugby a 15 australiano
- 9 settembre - Alison Sydor, ciclista su strada, ciclocrossista e mountain biker canadese
- 10 settembre - Daniel Amatriaín, pilota motociclistico spagnolo
- 10 settembre - Kimble Anders, ex giocatore di football americano statunitense
- 10 settembre - Alessandro Betti, attore e comico italiano
- 10 settembre - Achrik Cvejba, ex calciatore sovietico
- 10 settembre - Stojan Jankulov, percussionista bulgaro
- 10 settembre - Ondrej Krištofík, ex calciatore slovacco
- 10 settembre - Timur Kulibayev, imprenditore kazako
- 10 settembre - Joe Nieuwendyk, ex hockeista su ghiaccio canadese
- 10 settembre - Yuki Saitō, cantante, attrice e poetessa giapponese
- 10 settembre - Sim Bong-sub, ex calciatore sudcoreano
- 10 settembre - Jordi Tarrés, pilota motociclistico spagnolo
- 10 settembre - Anke Nothnagel, ex canoista tedesca
- 11 settembre - Marco Arpino, dirigente sportivo e ex schermidore italiano
- 11 settembre - Bern Brostek, ex giocatore di football americano statunitense
- 11 settembre - Shannon Burke, scrittore e sceneggiatore statunitense
- 11 settembre - Alessandra Ghisleri, sondaggista italiana
- 11 settembre - Vol'ha Kardapol'cava, ex marciatrice bielorussa
- 11 settembre - Kiko, principessa Akishino, principessa giapponese
- 11 settembre - Cinzia Massironi, doppiatrice e attrice italiana
- 11 settembre - N'Dinga Mbote, ex calciatore congolese (Repubblica Democratica del Congo)
- 11 settembre - Liazid Sandjak, ex calciatore francese
- 11 settembre - Lada Dance, cantante e attrice russa
- 12 settembre - Anousheh Ansari, ingegnera, imprenditrice e ex astronauta iraniana
- 12 settembre - Ralf Bauer, attore e conduttore televisivo tedesco
- 12 settembre - Darren E. Burrows, attore statunitense
- 12 settembre - Ben Folds, pianista e cantautore statunitense
- 12 settembre - Tony Martin, ex cestista statunitense
- 12 settembre - Vezio Sacratini, ex hockeista su ghiaccio canadese
- 12 settembre - Madhu Sudan, informatico indiano
- 13 settembre - Joel Beeson, attore statunitense († 2017)
- 13 settembre - Azzedine Brahmi, ex siepista algerino
- 13 settembre - Natal'ja Egorova, ex tennista sovietica
- 13 settembre - Maria Furtwängler, attrice, personaggio televisivo e medico tedesca
- 13 settembre - Igor' Kravčuk, ex hockeista su ghiaccio russo
- 13 settembre - Thierry Laurent, ex ciclista su strada francese
- 13 settembre - Louis Mandylor, attore australiano
- 13 settembre - Igor Radojičić, politico bosniaco
- 13 settembre - Filip Šovagović, attore e poeta croato
- 13 settembre - Josh Stein, politico e avvocato statunitense
- 14 settembre - Klemen Bergant, allenatore di sci alpino e ex sciatore alpino sloveno
- 14 settembre - Alfonso Cortijo, allenatore di calcio e ex calciatore spagnolo
- 14 settembre - Nikola Jurčević, allenatore di calcio e ex calciatore croato
- 14 settembre - Manis Lamond, ex calciatore papuano
- 14 settembre - Angelo Pagliaccetti, allenatore di calcio e ex calciatore italiano
- 14 settembre - Iztok Puc, pallamanista croato († 2011)
- 14 settembre - Doug Spradley, ex cestista e allenatore di pallacanestro statunitense
- 14 settembre - Jino Touche, contrabbassista e chitarrista mauriziano
- 15 settembre - Giuseppe Cruciani, conduttore radiofonico, giornalista e conduttore televisivo italiano
- 15 settembre - Sherman Douglas, ex cestista statunitense
- 15 settembre - Håvard Gimse, pianista norvegese
- 15 settembre - Guglielmo Giombanco, vescovo cattolico italiano
- 15 settembre - Véronique Jardin, nuotatrice francese († 2023)
- 15 settembre - Il Milanese Imbruttito, attore, comico e youtuber italiano
- 15 settembre - Alessandro Maggi, regista teatrale italiano
- 15 settembre - Dejan Savićević, dirigente sportivo, allenatore di calcio e ex calciatore jugoslavo
- 15 settembre - Joel Sánchez, ex marciatore messicano
- 15 settembre - Antonio Tamburini, ex pilota automobilistico italiano
- 15 settembre - Franco Vignola, dirigente sportivo, allenatore di calcio e ex calciatore francese
- 16 settembre - Sejo Bukva, ex cestista bosniaco
- 16 settembre - John Bel Edwards, politico e ex militare statunitense
- 16 settembre - Sean Frye, attore statunitense
- 16 settembre - Roddy Grant, ex calciatore scozzese
- 16 settembre - Andrej Konstantinovič Lugovoj, agente segreto russo
- 16 settembre - Elizabeth McCracken, scrittrice statunitense
- 16 settembre - Pippo Pelo, conduttore radiofonico e personaggio televisivo italiano
- 16 settembre - Kevin Young, ex ostacolista statunitense
- 17 settembre - Aldo Cazzullo, giornalista e scrittore italiano
- 17 settembre - Doug E. Fresh, rapper, beatboxer e produttore discografico statunitense
- 17 settembre - Monica Gasparini, giornalista e conduttrice televisiva italiana
- 17 settembre - Aníbal Moreira, ex cestista e allenatore di pallacanestro angolano
- 17 settembre - Garry Pagel, ex rugbista a 15 sudafricano
- 17 settembre - Richard Wiseman, psicologo e illusionista britannico
- 18 settembre - Isabelle Demongeot, ex tennista francese
- 18 settembre - Gabino Diego, attore e sceneggiatore spagnolo
- 18 settembre - Tomas Fryk, attore svedese
- 18 settembre - Richard Grenell, ambasciatore e politico statunitense
- 18 settembre - Luciano Gubinelli, attore italiano († 2014)
- 18 settembre - Peter Hedman, ex calciatore svedese
- 18 settembre - Li Yan, ex pattinatrice cinese
- 18 settembre - Leonel Rocco, allenatore di calcio e ex calciatore uruguaiano
- 19 settembre - Ramba, attrice italiana
- 19 settembre - Heiko Maas, politico tedesco
- 19 settembre - Daniela Neunast, ex canottiera tedesca
- 19 settembre - Oleúde José Ribeiro, ex calciatore brasiliano
- 19 settembre - Eric Rudolph, terrorista statunitense
- 19 settembre - Emmanuel Schmitt, allenatore di pallacanestro e ex cestista francese
- 19 settembre - Yoshihiro Takayama, ex wrestler e ex artista marziale misto giapponese
- 19 settembre - Teho Teardo, musicista e compositore italiano
- 20 settembre - Nuno Bettencourt, chitarrista portoghese
- 20 settembre - Niki Caro, regista e sceneggiatrice neozelandese
- 20 settembre - Amy Farrington, attrice e modella statunitense
- 20 settembre - Nicolò Fragile, pianista, compositore e arrangiatore italiano
- 20 settembre - Douglas Gordon, artista scozzese
- 20 settembre - Lee Hall, drammaturgo, sceneggiatore e librettista britannico
- 20 settembre - Michael Knörr, ex cestista tedesco
- 20 settembre - Emanuela Maccarani, ex ginnasta, allenatrice di ginnastica ritmica e dirigente sportiva italiana
- 20 settembre - Claudia Muzii, attrice italiana
- 20 settembre - Cheryl Reeve, ex cestista e allenatrice di pallacanestro statunitense
- 20 settembre - João Pedro Rodrigues, regista portoghese
- 20 settembre - Thomas Seeliger, allenatore di calcio, dirigente sportivo e ex calciatore tedesco
- 20 settembre - Riss, fumettista e disegnatore francese
- 21 settembre - Rinat Achmetov, imprenditore e dirigente sportivo ucraino
- 21 settembre - Nêçîrvan Barzanî, politico curdo
- 21 settembre - Sjarhej Chamenka, politico e generale bielorusso
- 21 settembre - Mirella Cristina, politica italiana
- 21 settembre - Kerrin Lee-Gartner, ex sciatrice alpina canadese
- 21 settembre - Bill Leeb, musicista austriaco
- 21 settembre - Ingra Lyberato, attrice brasiliana
- 21 settembre - Militant A, rapper e scrittore italiano
- 21 settembre - Bruno Mellano, politico italiano
- 21 settembre - Jean-Pierre Michaël, attore e doppiatore francese
- 21 settembre - Tab Ramos, allenatore di calcio, ex calciatore e ex giocatore di calcio a 5 uruguaiano
- 21 settembre - Magnus Ringblom, compositore svedese
- 22 settembre - David Adjaye, architetto ghanese
- 22 settembre - Erdoğan Atalay, attore tedesco
- 22 settembre - Federico Casarin, ex cestista e dirigente sportivo italiano
- 22 settembre - Gianpiero D'Alia, politico italiano
- 22 settembre - Paolo Gandolfi, politico italiano
- 22 settembre - Oleg Garin, allenatore di calcio e ex calciatore russo
- 22 settembre - James Robert Golka, vescovo cattolico statunitense
- 22 settembre - Marc Kudisch, attore statunitense
- 22 settembre - Marco Minetti, attore e doppiatore italiano
- 22 settembre - Carlo Pascucci, allenatore di calcio e ex calciatore italiano
- 22 settembre - Axel Braun, regista, sceneggiatore e montatore italiano
- 22 settembre - Stefan Rehn, allenatore di calcio e ex calciatore svedese
- 22 settembre - Mike Richter, ex hockeista su ghiaccio statunitense
- 22 settembre - Nelson Tapia, ex calciatore cileno
- 23 settembre - Diego Bortoluzzi, ex calciatore e allenatore di calcio italiano
- 23 settembre - Chu Yue Tai, ex calciatore e ex giocatore di calcio a 5 hongkonghese
- 23 settembre - Héctor David García Osorio, vescovo cattolico honduregno
- 23 settembre - Tony Gómez, ex calciatore uruguaiano
- 23 settembre - Yoshinori Kitase, autore di videogiochi giapponese
- 23 settembre - Tony Mandarich, ex giocatore di football americano canadese
- 23 settembre - Zsolt Petry, ex calciatore ungherese
- 23 settembre - Michelangelo Ricci, regista, poeta e drammaturgo italiano
- 23 settembre - Beatrice Ring, attrice francese
- 23 settembre - Gunnar Samuelsson, teologo svedese
- 24 settembre - Franz Carr, ex calciatore inglese
- 24 settembre - Alfred Hörtnagl, dirigente sportivo e ex calciatore austriaco
- 24 settembre - Morlon Wiley, ex cestista e allenatore di pallacanestro statunitense
- 24 settembre - Tim Worley, ex giocatore di football americano statunitense
- 25 settembre - Niccolò Ammaniti, scrittore, regista e sceneggiatore italiano
- 25 settembre - Salvatore Bertuccelli, allenatore di calcio e ex calciatore italiano
- 25 settembre - Stanislav Bunin, pianista russo
- 25 settembre - Jason Flemyng, attore britannico
- 25 settembre - Giovanni Guaccero, compositore e musicologo italiano
- 25 settembre - Valeria Milillo, attrice e regista italiana
- 25 settembre - Mike Pettine, ex giocatore di football americano e allenatore di football americano statunitense
- 25 settembre - Ramon Revilla Jr., attore, conduttore televisivo e politico filippino
- 25 settembre - Rubén Scolari, ex cestista argentino
- 25 settembre - Dmytro Topčijev, ex calciatore sovietico
- 26 settembre - Giuseppe Alberga, allenatore di calcio e ex calciatore italiano
- 26 settembre - Frankie Andreu, ex ciclista su strada e pistard statunitense
- 26 settembre - Natja Brunckhorst, attrice e sceneggiatrice tedesca
- 26 settembre - Andrea D'Alpaos, pianista, compositore e direttore di coro italiano
- 26 settembre - Walter Escobar, ex calciatore colombiano
- 26 settembre - Scott Heim, scrittore statunitense
- 26 settembre - Craig Heyward, giocatore di football americano statunitense († 2006)
- 26 settembre - Amaia Lizarralde, attrice e produttrice cinematografica spagnola
- 26 settembre - Matteo Marzotto, imprenditore, funzionario e dirigente d'azienda italiano
- 26 settembre - Barry Moore, politico statunitense
- 26 settembre - Lona Williams, produttrice televisiva, scrittrice e attrice statunitense
- 27 settembre - Ramiro Blas, attore argentino
- 27 settembre - Jovanotti, cantautore, rapper e disc jockey italiano
- 27 settembre - Francesco Di Fiore, pianista e compositore italiano
- 27 settembre - Valeriano Fiorin, allenatore di calcio e ex calciatore italiano
- 27 settembre - Sigurður Jónsson, allenatore di calcio e ex calciatore islandese
- 27 settembre - Damiano Longhi, allenatore di calcio e ex calciatore italiano
- 27 settembre - Debbie Wasserman Schultz, politica statunitense
- 27 settembre - Stephanie Wilson, astronauta statunitense
- 28 settembre - Maria Canals-Barrera, attrice statunitense
- 28 settembre - Clark Kent, disc jockey e produttore discografico statunitense († 2024)
- 28 settembre - Ginger Fish, batterista statunitense
- 28 settembre - Ndubuisi Okosieme, ex calciatore nigeriano
- 28 settembre - Rouxinol do Rinaré, poeta e scrittore brasiliano
- 28 settembre - Marco Russo, politico italiano
- 28 settembre - Leilani Sarelle, attrice statunitense
- 29 settembre - Giuseppe Brescia, allenatore di calcio e ex calciatore italiano
- 29 settembre - Francesco Caruso, ex calciatore italiano
- 29 settembre - Aleksej Fedorčenko, regista russo
- 29 settembre - Donna Harrington, ex cestista statunitense
- 29 settembre - Hersey Hawkins, ex cestista, allenatore di pallacanestro e dirigente sportivo statunitense
- 29 settembre - Michalīs Kavelīs, ex calciatore cipriota
- 29 settembre - Ben Miles, attore e musicista britannico
- 29 settembre - Ricardo Morillo, ex giocatore di calcio a 5 brasiliano
- 29 settembre - Bujar Nishani, politico albanese († 2022)
- 29 settembre - Ken Norton Jr., ex giocatore di football americano e allenatore di football americano statunitense
- 29 settembre - Hannu Palosuo, pittore finlandese
- 29 settembre - Paolo Ranzani, fotografo italiano
- 29 settembre - Fabio Viviani, allenatore di calcio e ex calciatore italiano
- 29 settembre - Hilmar Weilandt, ex calciatore tedesco orientale
- 30 settembre - Shanésia Davis-Williams, attrice statunitense
- 30 settembre - Tina Kotek, politica statunitense
- 30 settembre - Roberto Ruta, politico italiano